# すんぶり
「すんぶり」とは沖縄県池間島の民俗語彙。

## 意味

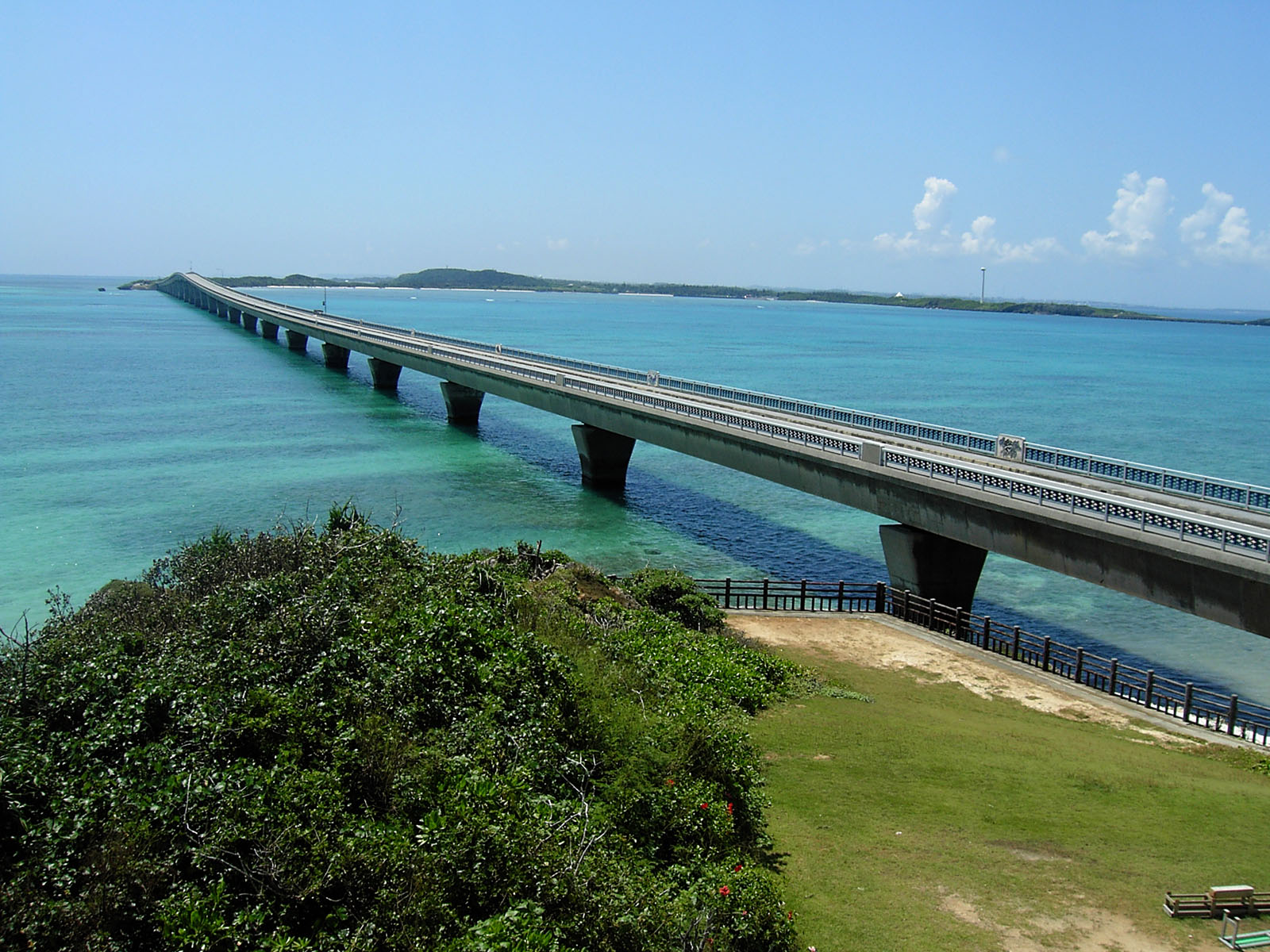
池間大橋（池間島から宮古島方向を望む）

死ぬほど好きだということ。命がけで互いを愛すること。共通語では「死に惚れ」。
宮古列島に属する池間島は、半農半漁の島で、独特の祭祀や生活文化をもち、近年まで特異な風習が多数残されていたため、民俗学上もたいへん注目されており、民俗語彙に対する研究もさかんである。池間島出身の詩人伊良波盛男は、その著書のなかで数多くの池間島の民俗語彙を紹介しているが、「すんぶり」は、そのなかのひとつである。
「すんぶり」には、愛し合った男性と女性は他の一切を忘れ、持てる情熱のすべてを燃やして、どのような障害があろうとも死に物狂いで愛を貫くべきだとする考えが示されている。